# Zespół Szkolno-Przedszkolny nr 3 w Raciborzu
Zespół Szkolno-Przedszkolny nr 3 w Raciborzu – placówka oświatowa składająca się ze Szkoły Podstawowej nr 2 im. Noblistów Polskich oraz Przedszkola nr 2. Uczęszczają do niej wychowankowie i uczniowie z dzielnicy Płonia i osiedla Obora.

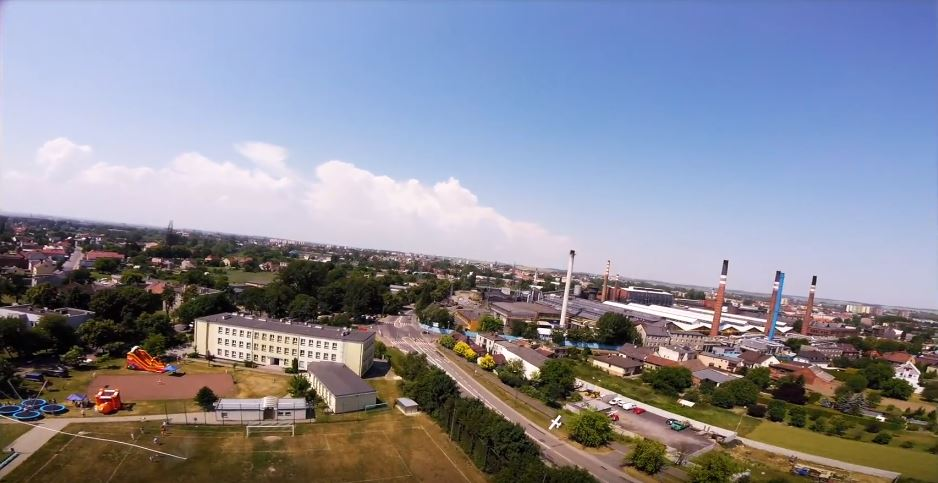
Zespół Szkolno-Przedszkolny nr 3 podczas festynu z okazji Dnia Dziecka w 2018 r. Po prawej widok na Tokai COBEX Polska sp. z o.o.

Początkowo dzieci mieszkańców nadodrzańskiej Płoni uczyły się w szkole na Ostrogu, na terenie parafii św. Jana Chrzciciela. W 1832 r. mieszkańcy zaczęli starać się o budowę własnej placówki. Zakupili działkę budowlaną i wypalili 25000 cegieł. Niestety raciborski magistrat odmówił wsparcia. Ostatecznie z budowy zrezygnowano, a mieszkańcy postanowili wyremontować dawną karczmę „Diabelski młyn”, która istniała nad strugą Plinc. Przygotowania zakończyły się poświęceniem nowej szkoły w 1838 r. Na jej działalność proboszcz podarował 50 talarów. A burmistrz 50 łupkowych tabliczek do pisania i 100 podręczników. Poza tym obiecał wypłacać rocznie dwa talary dla najzdolniejszych uczniów. Po trzech latach okazało się, że mury budynku są zawilgocone. Mieszkańcy zebrali więc pieniądze na nową szkołę, którą oddano do użytku w 1847 r. przy ulicy Sudeckiej 4. W 1877 r. zainicjowano budowę drugiego budynku przeznaczonego dla uczniów. Wzniesiono go na ul. Szkolnej. Gdy w 1925 r. powstawały szkoły wyznaniowe, zdecydowano, że na ul. Sudeckiej uczyć się będą chłopcy (już wtedy w dwóch budynkach), a na ul. Szkolnej dziewczęta. Pełna nazwa placówki brzmiała „Marcellus-Schule in Ratibor-Plania” (Katolicka Szkoła św. Marcelego). W 1938 r. władze nakazały jednak zmianę. Patronem szkoły został niemiecki nazista Horst Wessel.

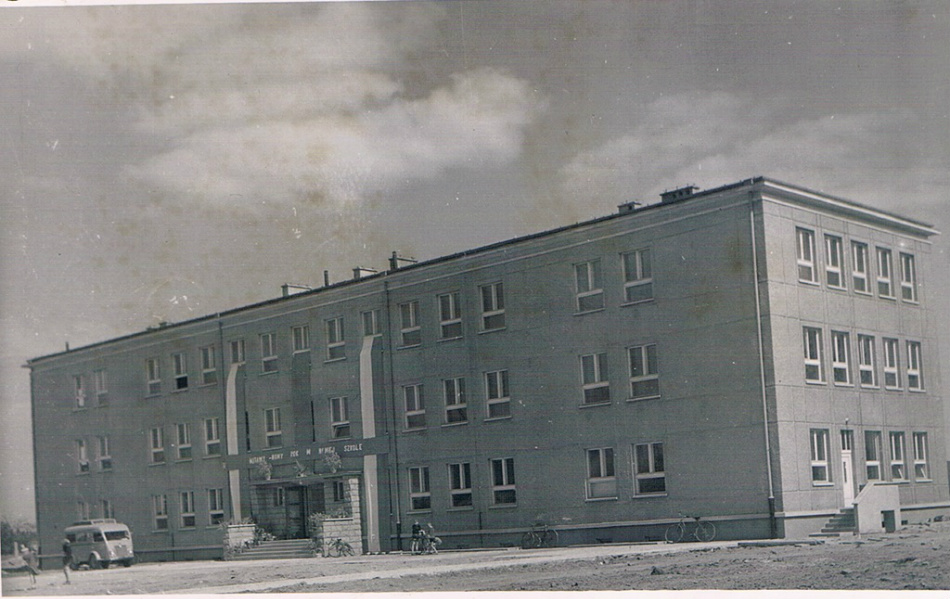
Szkoła Podstawowa nr 2 w 1958 r.

Po zakończeniu wojny placówka na Płoni wznowiła działalność w 1945 r. jako Szkoła Podstawowa nr 2 w Raciborzu. Zajmowała wtedy trzy budynki: przy ul. Sudeckiej 4a, ul. Sudeckiej 4b oraz ul. Szkolnej 29. W 1958 r. do użytku oddano dwupiętrowy budynek na ul. Sudeckiej 2. Wzniesiono go na miejscu starego dworca kolejki wąskotorowej. Przeniesiono tam wszystkich uczniów. Kamienicę na ul. Szkolnej, w której przed wojną uczyły się dziewczęta, przekazano Zakładowi Elektrod Węglowych. Natomiast przedwojenne budynki na ul. Sudeckiej przeznaczono na mieszkania dla nauczycieli oraz Przedszkole nr 2.
W 1974 r. szkoła otrzymała sztandar i imię Hanki Sawickiej. Po 1999 r. patronem stali się Nobliści Polscy. Nowy sztandar uczniowie otrzymali w 2017 r.
W 2007 r. na Płoni powstał Zespół Szkolno-Przedszkolny nr 3. Składa się ze Szkoły Podstawowej nr 2 im. Noblistów Polskich w Raciborzu i Przedszkola nr 2 w Raciborzu. Działa w nim filia miejskiej biblioteki, kuchnia, placówka posiada boisko wielofunkcyjne, piłkarskie oraz siłownię, salę gimnastyczną i plac zabaw.
Nauczyciele przed II wojną światową:
Paul Blazy, Paul Frannosch, Franz Jambor, Alois Klose, Aegidius Kollibay, Josef Lillge, Ptok, Alfred Scheiner, Vinzent Stuka, Fritz Walter, Hubert Weinhard, Martin Wasner.
Kierownicy i dyrektorzy szkoły po 1945 r. (lub osoby pełniące tę funkcję tymczasowo):
Józef Pałka, Józef Jurlewicz, Warzenica, Bronisław Ćwik, Kazimierz Buś, Marian Stoczek, Jerzy Piątkowski, Edward Kasza, Antoni Zygadło, Wanda Biel, Janina Knop, Danuta Depta, Radosław Niklewicz.